# SBB RABDe 500

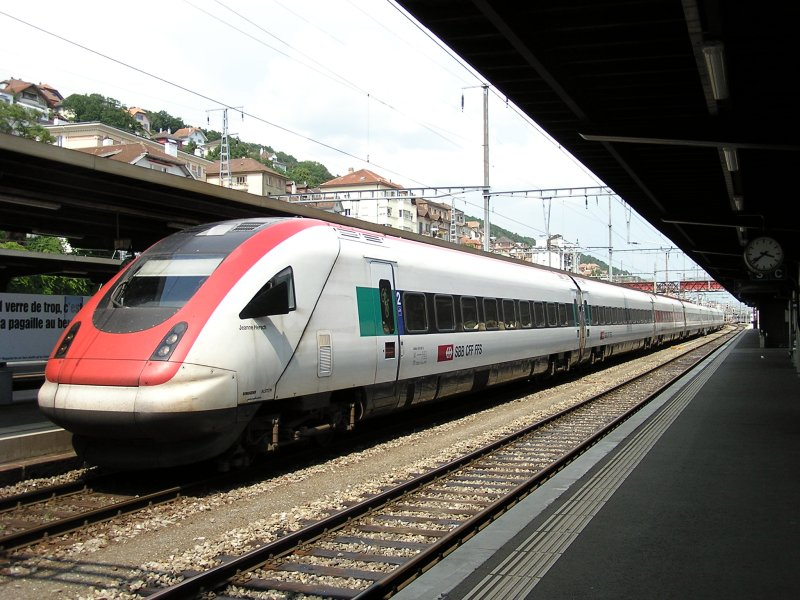
RABDe 500 en Neuchâtel.

El ICN (abreviatura de Intercity-Neigezug, en español tren Intercity basculante) de la serie SBB RABDe 500 es un tren de alta velocidad suizo que entró en servicio el 28 de mayo de 2000 a tiempo para la Expo.02 celebrada al oeste de Suiza en 2002.
La velocidad máxima de este tren es de 200 km/h. Fueron construidos en una 'joint-venture' por Bombardier, SBB-CFF-FFS y Alstom.
El ICN circula a veces con dos composiciones, cada una con siete coches, incluyendo un coche mixto restaurante/2ª clase.

## Composiciones
Cada rama (composición) de ICN está compuesta por siete coches de pasajeros, tres de segunda clase, un mixto restaurante/2ª clase y tres de primera clase. Cada rama lleva el nombre de una personalidad destacada de Suiza.
Lista de los nombres:
| - 500 000 Le Corbusier - 500 001 Jean Piaget - 500 002 Annemarie Schwarzenbach - 500 003 Madame de Staël - 500 004 Mani Matter - 500 005 Johann Heinrich Pestalozzi - 500 006 Johanna Spyri - 500 007 Albert Einstein - 500 008 Vincenzo Vela - 500 009 Friedrich Dürrenmatt - 500 010 Robert Walser - 500 011 Blaise Cendrars - 500 012 Jean Rudolf von Salis - 500 013 Denis de Rougemont - 500 014 Max Frisch - 500 015 Jean-Jacques Rousseau - 500 016 Alice Rivaz - 500 017 Willi Ritschard - 500 018 Adolf Wölfli - 500 019 Friedrich Glauser - 500 020 Jeanne Hersch - 500 021 Jeremias Gotthelf | - 500 022 Expo.02 (Carl Spitteler/Hermann Hesse) - 500 023 Charles Ferdinand Ramuz - 500 024 Ernest von Stockalper - 500 025 Xavier Stockmar - 500 026 Alfred Escher - 500 027 Henry Dunant - 500 028 Francesco Borromini - 500 029 Eduard Spelterini - 500 030 Louis Chevrolet - 500 031 Louis Favre - 500 032 Henry Dufaux - 500 033 Gallus Jacob Baumgartner - 500 034 Gustav Wenk - 500 035 Niklaus Riggenbach - 500 036 Minister Kern - 500 037 Grock - 500 038 Arthur Honegger - 500 039 Auguste Piccard - 500 040 Graf Zeppelin - 500 041 William Barbey - 500 042 Steivan Brunies - 500 043 Harald Szeemann |

## Servicios

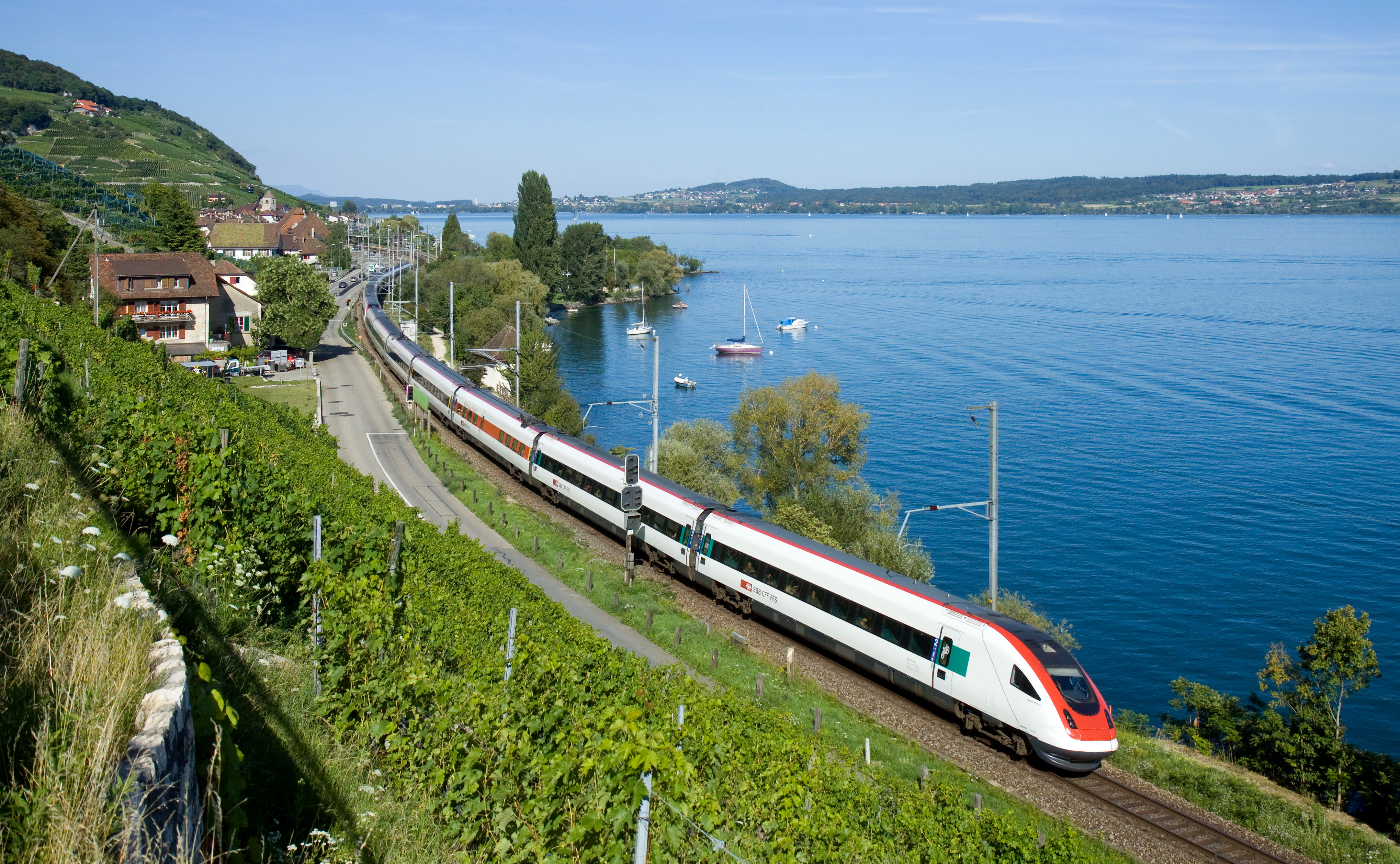
Dos ramas pendulares SBB RABDe 500 circulan por la línea de Pied-du-Jura, a la orilla del Lago de Biel/Bienne, en Twann, Cantón de Berna, Suiza.

El ICN comenzó a circular el 28 de mayo de 2000 en la relación entre Sankt Gallen-HB vía Winterthur, Zúrich y Biel/Bienne a Lausanne.
Las relaciones se han expandido a otras regiones de Suiza, como Kreuzlingen, Basilea y Ginebra.
Hay dos trenes cada hora operando entre Sankt Gallen, Zúrich, Biel/Bienne hasta Genève-Aéroport (Aeropuerto de Ginebra) o bien Lausanne; o entre Basilea, Biel/Bienne hasta Genève-Aéroport o Lausanne.

## Detalles técnicos
El ICN es un automotor eléctrico con los motores situados bajo los coches de segunda clase (en los dos primeros coches de 2ª clase y en los 2 últimos coches de la composición). Los coches de primera clase y el coche restaurante están separados de las interferencias de los motores asíncronos trifásicos.
El ICN alcanza una velocidad máxima de 200 km/h, aunque por problemas con el ETCS y debido a las sinuosas líneas, circula solo a 160 km/h.